# Kurt Zein
Kurt Zein (* 22. August 1945 in Wien; † 6. August 2022 in Guntramsdorf) war ein österreichischer Kunstdrucker. In seiner „Werkstatt für handgedruckte Originalgrafik“ hat er alte Techniken wie die Heliogravüre wiederbelebt und mit der „Unikatgrafik“ ein neues Gebiet erschlossen.

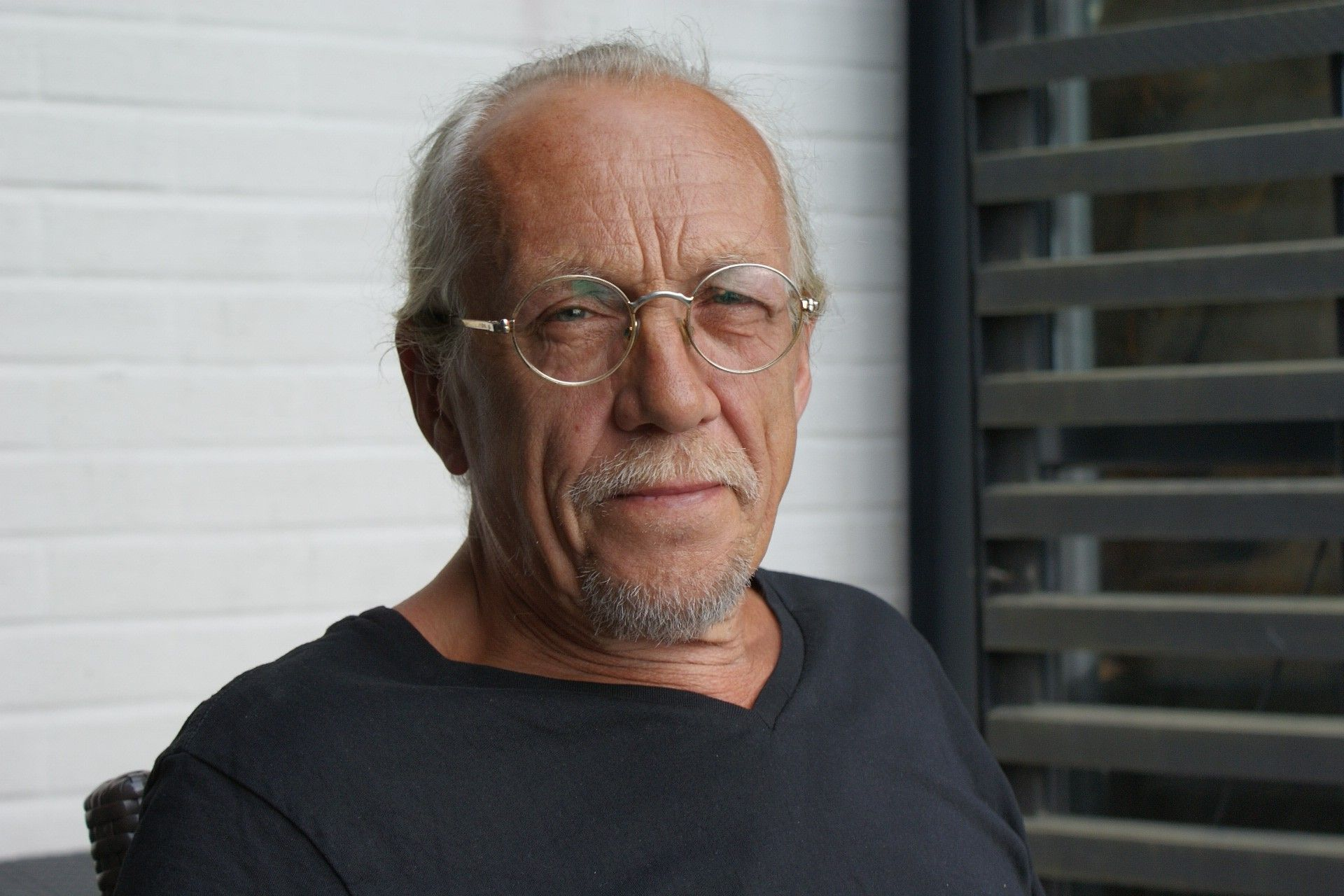
Kurt Zein (2014)

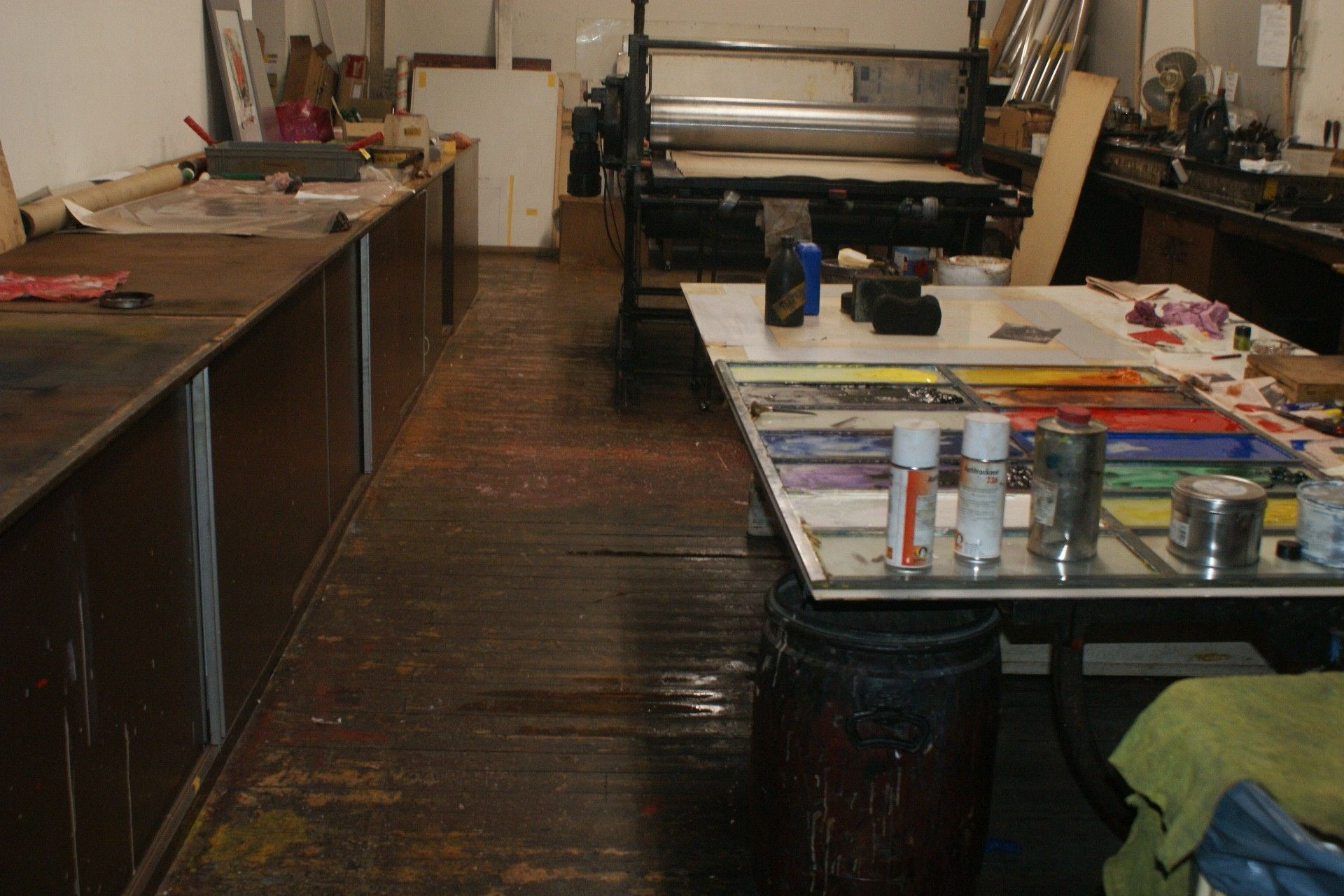
Werkstatt für handgedruckte Originalgraphik

## Leben
Von 1959 bis 1963 absolvierte Kurt Zein eine Kupferdruck-Lehre bei Walter Fischer in der Kunstanstalt für Kupferdruck, Radierungen, Stiche, Heliogravüren in Wien. Während dieser Zeit schloss er 1962 die Berufsschule für das Graphische Gewerbe in Wien ab. Anschließend war er zeitweise (1963–1964, 1965–1971) als Kupferdruckgehilfe bei Walter Fischer angestellt, bevor er sich 1971 selbständig machte.
Gemeinsam mit seiner späteren Frau Riitta Marjatta Nieminen (sie heirateten 1974) gründete er 1971 seine „Radierwerkstatt Kurt Zein“, die später umbenannt wurde in „Werkstatt für handgedruckte Originalgrafik“, im 12. Bezirk in Wien. Sie führten diese bis zur Übergabe 2017 gemeinsam.
Der technische Schwerpunkt der Druckerei lag auf dem manuellen Tiefdruck, ebenso wie auf allen Formen der Radierung, fotografischen Edeldrucktechniken wie z. B. Heliogravure, Bromölumdruck usw., sowie Holz- und Linolschnitten und experimenteller Druckgrafik.

### Anfänge mit österreichischen Künstlern
Anfangs arbeitete Kurt Zein v. a. mit Künstlern des Phantastischen Wiener Realismus zusammen, u. a. Ernst Fuchs und Anton Lehmden. Durch seine Bekanntschaft zum Wiener Aktionismus entstanden Kollaborationen mit Hermann Nitsch und Günter Brus. Ab den späten 1970er Jahren kamen zunehmend weitere österreichische Künstler zum Drucken in die Werkstatt.

### Musikalischer Exkurs: Chaos Brothers
Kurz nach Gründung der Werkstatt ließ der Künstler und Musiker Walter Malli Radierungen bei Kurt Zein drucken. Beide verband die Begeisterung für Perkussion und Walter Malli unterrichtete Kurt Zein im Conga-Trommeln. Aus den anfänglichen gemeinsamen Sessions entwickelten sich die „Chaos Brothers“, die in unterschiedlichen Besetzungen miteinander musizierten. Zeitweise mit dabei waren u. a. Franz Koglmann und Josef Traindl.

### Internationalisierung ab den 1990ern
Ab den 1990ern kamen zunehmend internationale Künstler in die Werkstatt, besonders hervorzuheben ist hier die Zusammenarbeit mit Jim Dine, mit dem u. a. eine Folge von 40 Grafiken zu Antiken der Münchner Glyptothek entstanden.
Weitere internationale Künstler waren u. a. Richard Hamilton, dessen Werke in der Geschichte als erste der Pop Art gelten.

### Übergabe der Werkstatt
2017 übergab Zein die Werkstatt an seine frühere Assistentin Kalina Strzalkowski und ihren Mann Nestor Kovachev, die die Werkstatt unter dem Namen „Zein Editions“ weiterführen.

### Wohltätigkeitsarbeit
Rotes Kreuz, Art Collectors Club
Kurt Zein fungierte als Druckgrafiker sowie als Konsul des Wiener Roten Kreuzes. Über einen Zeitraum von mehr als 25 Jahren produzierte er gemeinsam mit Künstlern Editionen für den Art Collectors Club. Dabei entstanden Werke von Künstlern wie Christian Ludwig Attersee, Hermann Nitsch und Franz Zadrazil.

## Werk

### Unikatgrafik

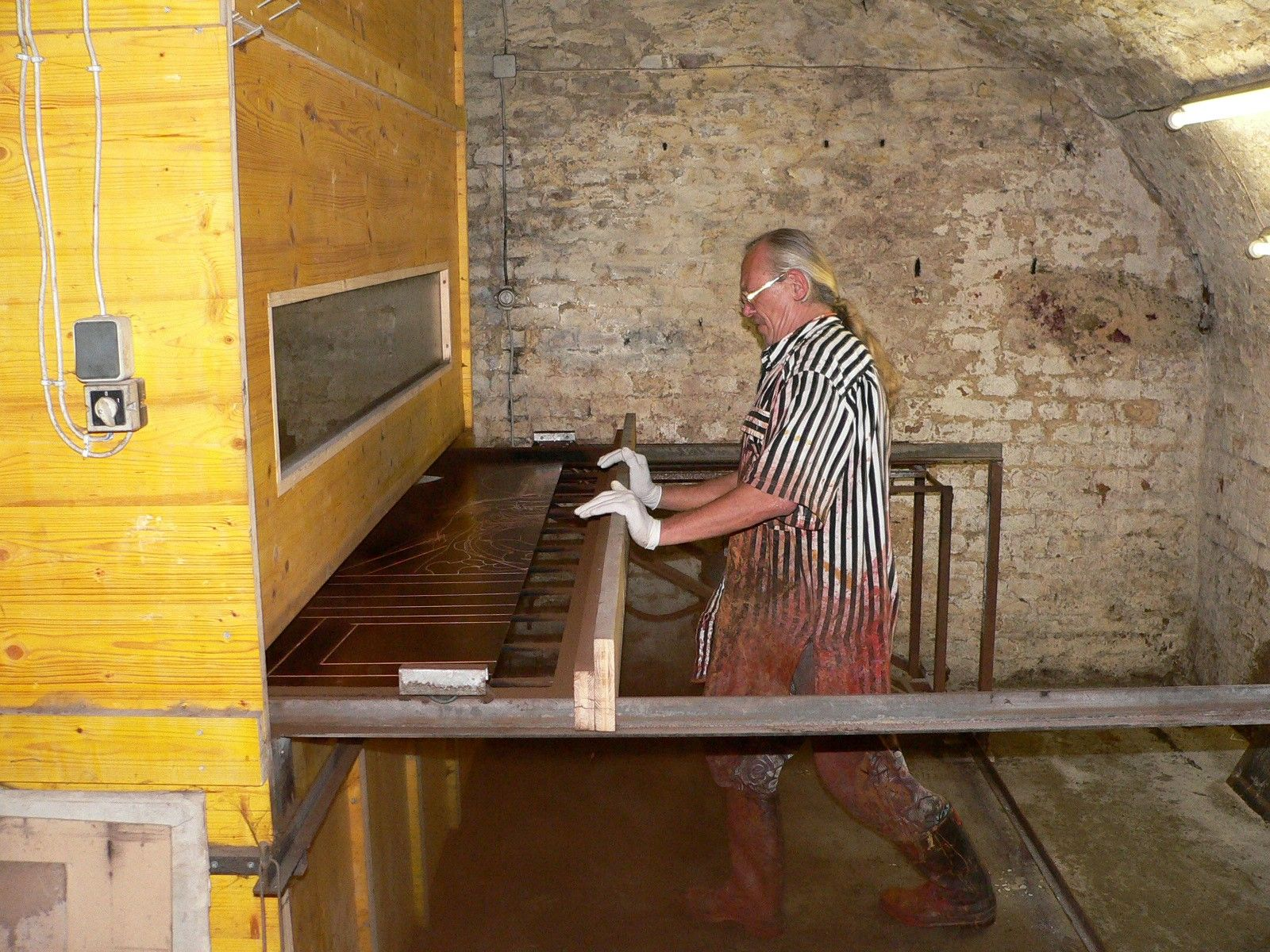
Kurt Zein in seiner Werkstatt mit dem Aquatinta-Kasten (2006)

Anfang der 1990er-Jahre erhielt das druckgrafische Werk von Hermann Nitsch durch die Zusammenarbeit mit dem Drucker Kurt Zein eine neue technische Dimension. Gemeinsam mit Nitsch entwickelte er das Genre der Unikatgrafiken, bei der ein festes Set an Druckplatten für jeden Druck variiert wird und das zugrunde liegende Papier ebenfalls individuell bemalt wird. Unikatgrafiken entstanden u. a. auch mit den Künstlern Xenia Hausner, Adrian Schiess und Hubert Scheibl.

### Radierung
Mit Herwig Zens druckte er die längste Radierung der Welt: Das radierte Tagebuch. Dieses bedeutende Druckwerk existiert in nur drei Exemplaren.

### Heliogravüre
Er erarbeitete sich die bereits ausgestorbene Drucktechnik der Heliogravüre. Es entstanden zahlreiche Arbeiten mit renommierten Künstlerinnen und Künstlern, u. a. Jim Dine, Erwin Bohatsch, Hermann Nitsch, Deborah Sengl, und weiteren.

## Ausstellungen (Auswahl)
Eine Auflistung von Ausstellungen, an denen Kurt Zein beteiligt war:
- 1997: Jim Dine, Me and Zein, Salzburger Traklhaus, Salzburg[8]
- 1997: Christian Ludwig Attersee, Druckgraphik, Akademiehof der Albertina, Wien[9]
- 1998: Allen Jones, Galerie Hilger, Wien[10]
- 1998: Roman Scheidl, Fliegende Blätter, Kunst.Halle.Krems, Krems[11]
- 2001: Martin Schnur, Anonyme Räume, Galerie Schafschetzy, Graz
- 2006: Felix Waske, Haus der Kultur, Halbturn im Infeld[12]
- 2006: Herwig Zens, Das radierte Tagebuch, Akademie Schillerplatz, Wien[13]
- 2007: Kunstvoll „einpapierlt“, Papiermachermuseum, Laakirchen-Steyrermühl[14]
- 2010: Hermann Nitsch und Kurt Zein, Sonderausstellung Alte Meister – Grafik aus Meisterhand, Kultursommer Jennersdorf[15]
- 2010: Julie Monaco, Im Vorbeigehen, Katholisch-Theologische Privatuniversität Linz[16]
- 2011: Hermann Nitsch, Ausstellung Strukturen, Wien
- 2013: Gunter Damisch, Ausstellung Macro Micro bei zwei Druckern Kurt Zein in Wien und Michael Woolworth in Paris, Albertina Pfeilerhalle[17]
- 2016: Jim Dine, I never look away, Albertina/Tietze Galleries, Wien[18]
- 2017: Hermann Nitsch, Das druckgrafische Werk, Nitsch-Museum, Mistelbach[19]
- 2019: Günter Brus, Erdruckt und erstochen. Die Druckgrafik von Günter Brus, Bruseum, Joanneumsviertel Graz[20]

## Jurytätigkeit
- 2009: Musischer Sommer Neumark/Raab, Verleihung Alfred Schmeller Preis (…). Jurymitglieder waren Helmut Bieler, Veronika Birke, Martha Jungwirth, Sabine Schmeller, Walter Schmögner und Kurt Zein.[21]
- 2010: Künstlerdorf Neumarkt/Raab, Grafikausstellung Grenzenlose Obsession des Sammelns – ungarische und österreichische Grafik aus den siebziger Jahren, Alfred Schmeller Award für die besten Arbeiten der Druckkurse (…). In der Jury saßen Martha Jungwirth, Walter Schmögner, Gerhard Sommer und Kurt Zein.[22]

## Künstlerische Zusammenarbeit (Auswahl)
Eine Auswahl der Kunstschaffenden, die in der Werkstatt für handgedruckte Originalgraphik gedruckt haben:
- Nobuyoshi Araki
- Donald Baechler
- Günter Brus
- Jim Dine
- Gottfried Helnwein
- Brigitte Kowanz
- Maria Lassnig
- Markus Lüpertz
- Jonathan Meese
- Hermann Nitsch
- Arnulf Rainer
- Eva Schlegel
- Elfi Semotan
- Deborah Sengl
- Valie Export
- Christopher Wool

## Auszeichnungen
- 2001: Silberne Verdienstmedaille, Österreichisches Rotes Kreuz, Landesverband
- 2013: Ehren Konsul des Wiener Roten Kreuzes[23]